# Ukrainas demografi
Ukrainas demografi bevakas av Ukrainas statliga statistikkommitté (ukrainska: Державний Комітет Статистики України, Derzhavnyi Komitet Statystyky Ukrainy ). Ukrainas befolkning var 41 270 899 den 1 november 2021, och den summerade fruktsamheten uppgick till 1,3 barn per kvinna år 2018, vilket är långt under den demografiska ersättningsnivån på 2,1. Vidare är Ukraina ett av de länder med störst nettoemigration i Europa, vilket föranlett vad som beskrivits som kompetensflykt, där i synnerhet välutbildade ukrainare sökt sig till västländer. Den första och hittills enda folkräkningen som genomförts i Ukraina genomfördes 2001.

## Historik
Sedan Sovjetunionens upplösning 1991 har Ukrainas befolkning minskat med nästan åtta miljoner. Under 2000-talet har Ukrainas befolkning minskat varje enskilt år, vilket orsakats av ihållande låga nativitetstal i kombination med höga mortalitetstal, liksom av utbredd emigration. Sedan flera år tillbaka lämnar årligen fler än hundra tusen ukrainare Ukraina, för att söka sig till OECD-länder, och grannlandet Ryssland i öster.
I slutet av april 2022, under den ukrainska flyktingkrisen, hade fler än fem miljoner ukrainare flytt från Ukraina.

## Befolkningsstatistik sedan 2000
Källa:
|      | Folkmängd  | Födda   | Döda    | Naturlig befolkningsförändring | Nativitet (per 1000) | Mortalitet (per 1000) | Naturlig befolkningsförändring (per 1000) | Total fertilitet |
| ---- | ---------- | ------- | ------- | ------------------------------ | -------------------- | --------------------- | ----------------------------------------- | ---------------- |
| 2000 | 49 429 800 | 385 126 | 758 082 | -372 956                       | 7,8                  | 15,4                  | -7,6                                      | 1,12             |
| 2001 | 48 923 200 | 376 478 | 745 952 | -369 474                       | 7,7                  | 15,3                  | -7,6                                      | 1,08             |
| 2002 | 48 457 102 | 390 688 | 754 911 | -364 223                       | 8,1                  | 15,7                  | -7,6                                      | 1,10             |
| 2003 | 48 003 463 | 408 589 | 765 408 | -356 819                       | 8,5                  | 16,0                  | -7,4                                      | 1,17             |
| 2004 | 47 622 434 | 427 259 | 761 261 | -334 002                       | 9,0                  | 16,0                  | -7,0                                      | 1,22             |
| 2005 | 47 280 817 | 426 086 | 781 961 | -355 875                       | 9,0                  | 16,6                  | -7,5                                      | 1,21             |
| 2006 | 46 929 525 | 460 368 | 758 092 | -297 724                       | 9,8                  | 16,2                  | -6,3                                      | 1,31             |
| 2007 | 46 646 046 | 472 657 | 762 877 | -290 220                       | 10,2                 | 16,4                  | -6,2                                      | 1,35             |
| 2008 | 46 372 664 | 510 589 | 754 460 | -243 871                       | 11,0                 | 16,3                  | -5,3                                      | 1,46             |
| 2009 | 46 143 714 | 512 525 | 706 739 | -194 214                       | 11,1                 | 15,3                  | -4,2                                      | 1,47             |
| 2010 | 45 962 947 | 497 689 | 698 235 | -200 546                       | 10,8                 | 15,2                  | -4,4                                      | 1,44             |
| 2011 | 45 778 534 | 502 595 | 664 588 | -161 993                       | 11,0                 | 14,5                  | -3,5                                      | 1,46             |
| 2012 | 45 633 637 | 520 705 | 663 139 | -142 434                       | 11,4                 | 14,5                  | -3,1                                      | 1,53             |
| 2013 | 45 553 047 | 503 657 | 662 368 | -158 711                       | 11,1                 | 14,6                  | -3,5                                      | 1,51             |
| 2014 | 45 426 249 | 465 882 | 632 296 | -166 414                       | 10,8                 | 14,7                  | -3,7                                      | 1,50             |
| 2015 | 42 929 298 | 411 781 | 594 796 | -183 015                       | 10,7                 | 14,9                  | -4,2                                      | 1,51             |
| 2016 | 42 760 516 | 397 037 | 583 631 | -186 594                       | 10,3                 | 14,7                  | -4,4                                      | 1,47             |
| 2017 | 42 584 542 | 363 987 | 574 123 | -210 136                       | 9,4                  | 14,5                  | -5,1                                      | 1,37             |
| 2018 | 42 386 403 | 335 874 | 587 665 | -251 791                       | 8,7                  | 14,8                  | -6,1                                      | 1,30             |
| 2019 | 42 153 201 | 308 817 | 581 114 | -272 297                       | 8,1                  | 14,7                  | -6,6                                      | 1,23             |
| 2020 | 41 902 416 | 293 457 | 616 835 | -323 378                       | 7,8                  | 15,9                  | -8,1                                      | 1,22             |
| 2021 | 41 208 106 | 271 984 | 714 263 | -442 279                       | 6,7                  | 17,3                  | -10,6                                     |                  |

## Religion
Majoriteten av den ukrainska befolkningen bekänner sig till den ortodoxa kyrkan i Ukraina, som bildades 2018 genom ett samgående mellan Ukrainska autokefala ortodoxa kyrkan, Kiev-patriarkatet och avhoppare från Moskvapatriarkatet.
Judarnas historia i det som idag är Ukraina går tillbaka till 300-talet. Majoriteten (83 %) av dagens över 60 000 ukrainska judar är rysktalande och den största andelen bor i Ukrainas största städer.